# Poruba pod Vihorlatom
Poruba pod Vihorlatom es un municipio del distrito de Michalovce en la región de Košice, Eslovaquia, con una población estimada a final del año 2024 de 594 habitantes.
Se encuentra ubicado al noreste de la región, en la cuenca hidrográfica del río Bodrog (afluente derecho del Tisza) y cerca de la frontera con la región de Prešov, Ucrania y Hungría.

## Demografía
| Año        | 1994 | 2004    | 2014    | 2024    |
| ---------- | ---- | ------- | ------- | ------- |
| Población  | 626  | 605     | 633     | 594     |
| Diferencia |      | −3,35 % | +4,62 % | −6,16 % |

| Año        | 2023 | 2024    |
| ---------- | ---- | ------- |
| Población  | 589  | 594     |
| Diferencia |      | +0,84 % |